# 備中神代駅
備中神代駅（びっちゅうこうじろえき）は、岡山県新見市西方字庄兵衛にある、西日本旅客鉄道（JR西日本）の駅である。

## 乗り入れ路線
当駅の所属線である伯備線と、当駅を起点とする芸備線が乗り入れている。芸備線は全列車が伯備線を通して新見駅まで乗入れる。新見駅 - 当駅間の途中にある布原駅には伯備線列車は停車せず、芸備線列車のみ停車する。

## 歴史
- 1928年（昭和3年）10月25日：国有鉄道伯備線全通（備中川面駅 - 足立駅間開業）と同時に開設[1]。しかし、当駅を含む備中川面駅 - 上石見駅間の列車運行は同年11月25日から。
- 1930年（昭和5年）2月10日：三神線が矢神駅まで開業し、分岐駅になる[2]。
  - この線の旅客列車は、当初は、備中神代駅を終着・始発とし折返す列車が多かった（この地方の中心都市である新見駅へさえも直通せず、伯備線列車との乗換が必要であった）。
- 1937年（昭和12年）7月1日：線路名称改定。三神線が芸備線の一部となる。
- 1971年（昭和46年）10月1日：貨物及び荷物扱い廃止[1][3]。無人駅化[4]。
- 1987年（昭和62年）4月1日：国鉄分割民営化により、JR西日本の駅となる[1][2]。
- 2001年（平成13年） 
  - 1月：木造駅舎が門構えのみを残し解体される。
  - 2月：待合室が設置される。
- 2022年（令和4年）12月：新駅舎供用開始。

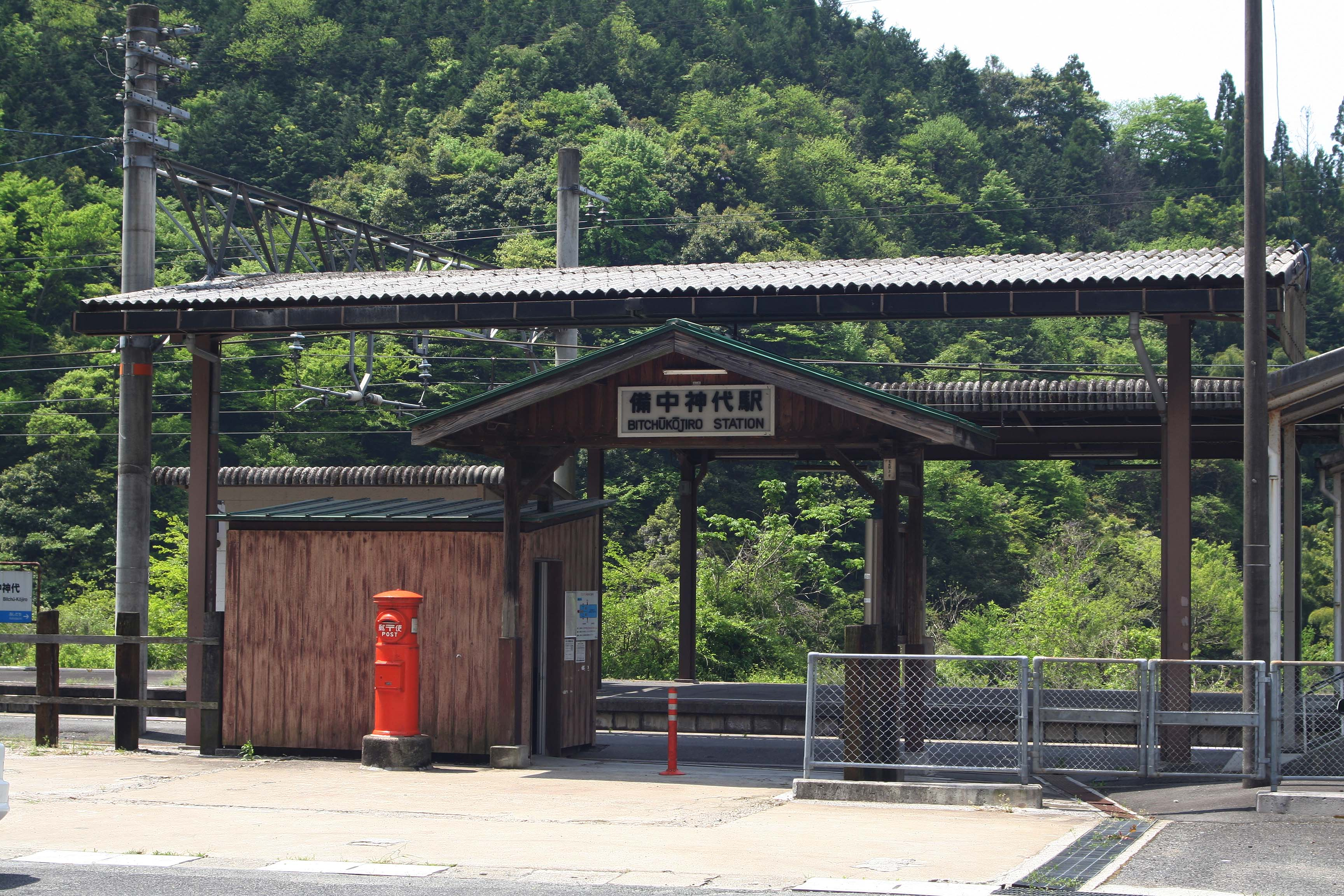
木造駅舎の門構えのみが設置されていた頃（2007年5月）

## 駅構造
単式ホーム1面1線と島式ホーム1面2線、合計2面3線のホームを持つ地上駅。互いのホームは跨線橋で連絡している。2つのホームに挟まれた2線（1・2番のりば）が伯備線、一番駅舎から遠い1線（3番のりば）が芸備線のホームとなっており、伯備線両方向の列車同士、もしくは伯備線と芸備線の列車同士の交換が可能である。（芸備線両方向の列車同士の交換は不可。）伯備線は2番のりばを上下本線とした一線スルーとなっているが、停車列車は基本的に駅舎側の1番のりば（上下副本線）に停車する。
2007年（平成19年）7月1日訂正ダイヤでは当駅での伯備線停車列車同士の行違いが無く、2番のりばは特急が通過するのみとなっていたが、2008年（平成20年）3月のダイヤ改正で当駅での停車列車同士の行違いが復活し2番のりばへの列車停車が設定された。
新見駅管理の無人駅で、自動券売機等の設備は無い。駅ホームへの入口には旧駅舎玄関の門構えが設置されていたが、2022年（令和4年）8月頃に解体・撤去され、同年12月に待合室兼用の簡易的な駅舎が建設された。なお、その際に公衆便所も撤去されたため、電車内のトイレを利用するように促す案内が掲示されている。

### のりば
| のりば | 路線   | 方向 | 行先                 |
| ------ | ------ | ---- | -------------------- |
| 1・2   | 伯備線 | 上り | 新見・倉敷・岡山方面 |
| 1・2   | 伯備線 | 下り | 米子方面             |
| 3      | 芸備線 | 上り | 新見方面             |
| 3      | 芸備線 | 下り | 東城・備後落合方面   |

付記事項
- 本項ではJR西日本公式サイトの全域路線図[6]に従い路線記号を表記しているが、実際の駅構内の主だった旅客案内に取り入れられている路線記号・ラインカラーは、2017年3月ダイヤ改正の段階では伯備線の緑色の「」のみであり、芸備線のものはラインカラーも含めて反映されていなかった。その後2023年3月ダイヤ改正で、時刻表の見出しと停車駅案内図がラインカラーと路線記号と伯備線新見駅 - 岡山駅間の駅ナンバーを反映したデザインに更新されている。
- 前述の通り伯備線の全列車は布原駅を通過するため、1・2番のりばの駅名標の隣駅表示は新見駅となっている。
- 当駅は芸備線の起点であり、構内には同線の0キロポストがある。

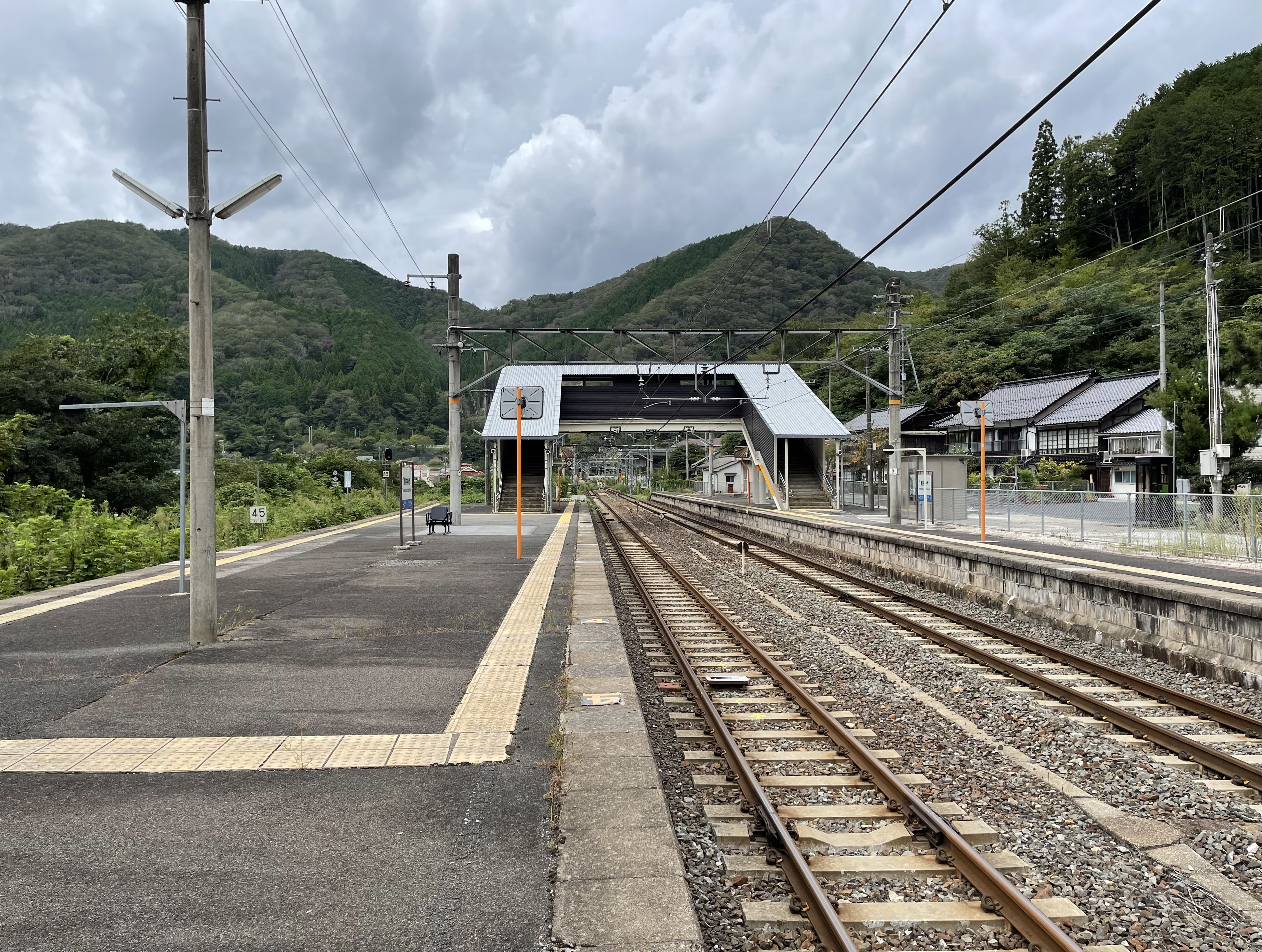
ホーム（2024年9月）

## 利用状況
1日の平均乗車人員は以下の通りである。
| 乗車人員推移 | 乗車人員推移 |
| 年度         | 1日平均人数  |
| ------------ | ------------ |
| 1981         | 42           |
| 1990         | 66           |
|              |              |
| 1999         | 38           |
| 2000         | 39           |
| 2001         | 41           |
| 2002         | 41           |
| 2003         | 44           |
| 2004         | 42           |
| 2005         | 47           |
| 2006         | 41           |
| 2007         | 35           |
| 2008         | 33           |
| 2009         | 27           |
| 2010         | 27           |
| 2011         | 20           |
| 2012         | 21           |
| 2013         | 22           |
| 2014         | 18           |
| 2015         | 15           |
| 2016         | 17           |
| 2017         | 14           |
| 2018         | 8            |
| 2019         | 7            |
| 2020         | 4            |
| 2021         | 6            |

## 駅周辺
- 新見市神郷支局
- 神代郵便局
- 国道182号
- 岡山県道・鳥取県道8号新見日南線
- 中国自動車道 神郷パーキングエリア
- 備北バス・新見市営バス「神代駅」停留所

## その他
- 当駅は映画『八つ墓村』のロケ地として使われたことがある[注釈 1][8]。

## 隣の駅
西日本旅客鉄道（JR西日本）
 伯備線
■普通
新見駅 (JR-V18) - （布原駅（全列車通過）） - 備中神代駅 - 足立駅
 芸備線（新見駅 - 当駅間は伯備線）
■快速
通過
■普通
布原駅 - 備中神代駅 - 坂根駅